# 金牛座14
金牛座14，又名BD+19 582，HD 23183、SAO 93568、HR 1132，是金牛座的一颗恒星，视星等为6.14，位于銀經169.31，銀緯-27.3，其B1900.0坐标为赤經3h 38m 0.1s，赤緯+19° -27.3′ 56″。